# London Pneumatic Despatch Company
The London Pneumatic Despatch Company (также известная как London Pneumatic Dispatch Company, на русском — Лондонская пневматическая диспетчерская компания) — компания, созданная 30 июня 1859 года для проектирования, строительства и эксплуатации подземной железнодорожной системы для перевозки почты, посылок и лёгких грузов между местами в Лондоне. Система использовалась между 1863 и 1874 годами.

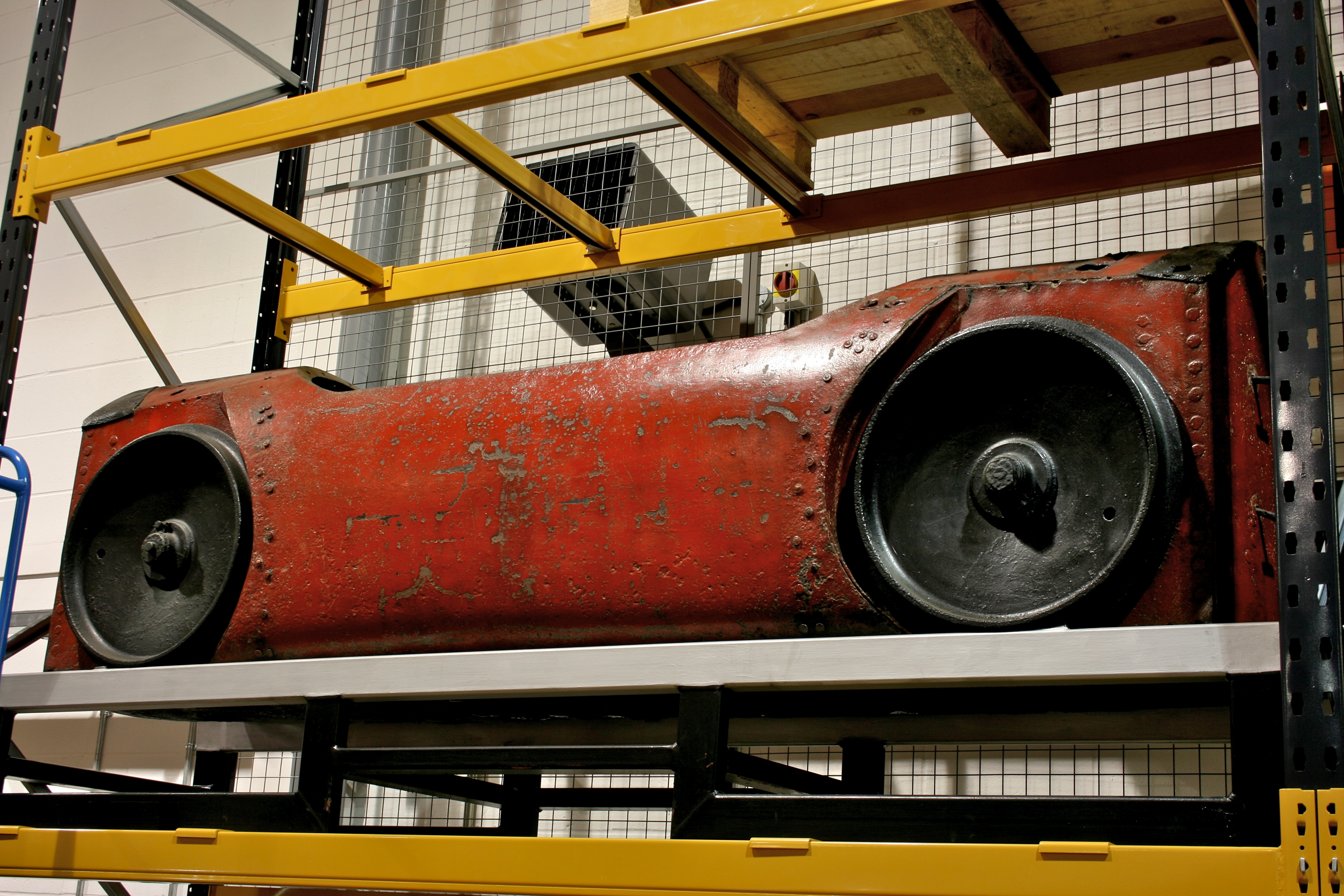
Вагон, принадлежавший London Pneumatic Despatch Company

.

## Предыстория

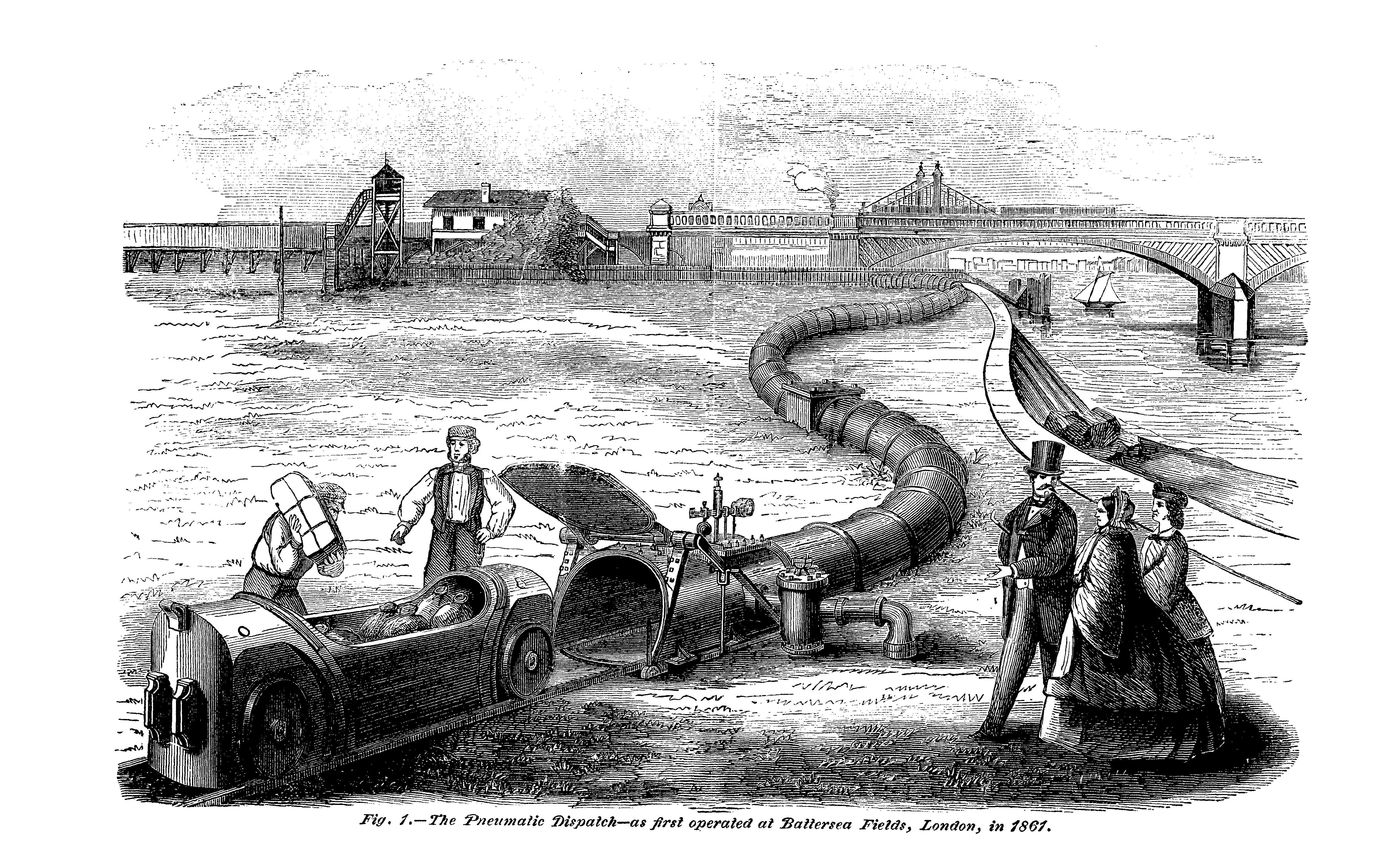
Тестирование системы в Баттерси

Сэр Роуленд Хилл из Главпочтамта поручил двум инженерам исследовать возможность создания системы на основе пневматических труб между Главпочтамтом и Центральным почтамтом Западного округа. Созданная ими в 1855 и 1856 годах опытная версия такой системы получила положительные отзывы, но расширение проекта потребовало бы значительных затрат и созданная ими система не получила развития.
В 1859 году Томас Вебстер Раммелл и Джозайя Латимер Кларк предложили прокладку сети подземных труб в центре Лондона «для более быстрого и удобного перемещения депеш и посылок».
Предназначенная для реализации их проекта компания была основана в 1859 году с офисом по адресу Виктория-стрит, 6, Вестминстер. Капитал в размере 150 000 фунтов стерлингов был запрошен через 15 000 акций по 10 фунтов каждая. Директорами компании были её председатель Ричард Темпл-Гренвиль, 3-й герцог Бекингемский и Чандос, заместитель председателя Марк Хьюиш, Томас Брасси, Эдвин Кларк, достопочтенный. Уильям Нейпир, Джон Горацио Ллойд, Уильям Генри Смит и сэр Чарльз Генри Джон Рич.
При первоначальном финансировании в размере 25 000 фунтов стерлингов (2 664 141 фунт стерлингов в 2021 году) компания протестировала технологию и построила пилотный маршрут на литейном заводе Сохо в Бултоне и Ватте в Бирмингеме. Первое полномасштабное испытание было проведено в Баттерси летом 1861 года. Была проложена труба длиной 452 ярда с изгибами радиусом до 300 футов (91 м) и уклоном до 1 дюйма 22,2 фута (610 мм) узкоколейной колеи, проложенной внутри трубы. Колёсные капсулы были снабжены клапанами из вулканизированной резины для обеспечения герметичности. Воздушный поток создавался при помощи паровой машины мощностью 30 лошадиных сил с вентилятором диаметром 21 фут (6,4 м). Отдельные капсулы весили до 3 тонн и развивали скорость до 40 миль в час (60 км/ч).

## Эксплуатация
Постоянная линия узкой колеи шириной 2 фута (610 мм) была построена между железнодорожной станцией Юстон и почтовым отделением Северо-Западного округа на Эвершолт-стрит, на расстоянии примерно трети мили. Линия была испытана с 15 января 1863 года, а эксплуатация началась 20 февраля 1863 года. Капсула, перевозящая до 35 мешков с почтой, могла совершить короткое путешествие между терминалами за одну минуту. Ежедневно выполнялось тринадцать рейсов с ежедневными эксплуатационными расходами 1 фунт 4 шиллинга 5 пенсов. С почтового отделения взималась номинальная плата за использование услуги, предположительно, чтобы побудить их принять эту технологию.
Компания стремилась развивать новые маршруты в Лондоне и попыталась привлечь дополнительные 125 000 фунтов стерлингов (12 724 254 фунта стерлингов в 2021 году) капитала. В проспекте предлагалась сеть линий между «пунктами настолько важными, что нет необходимости останавливаться на объёме перевозок, которые должны естественным образом возникнуть между ними». Первоначально предполагалось реализовать маршрут, соединяющий станции Камден-Таун и Юстон (сквер) Лондонской и Северо-Западной железных дорог.

## Артефакты
Два оригинальных вагончика сохранились, будучи восстановленными в 1930 году. Один находится в Лондонском музее, а другой в Национальном железнодорожном музее в Йорке.